# Fresse-sur-Moselle
Pour les articles homonymes, voir Fresse et Moselle.
Fresse-sur-Moselle  est une commune française de moyenne montagne située dans le département des Vosges, en région Grand Est. Elle fait partie du Massif des Vosges.
Ses habitants sont appelés les Fressiots .

## Géographie

### Localisation
Comme son nom l'indique, la commune est située sur les rives de la Moselle à une altitude moyenne d'environ 500m et avec une altitude maximale de 1 190 mètres aux abords du Ballon de Servance. C'est une commune de montagne qui héberge trois sommets de plus de 1 000 m. 
|                                          | Le Ménil           | Bussang                   |
| Le Thillot                               | Fresse-sur-Moselle |                           |
| Haut-du-Them-Château-Lambert Haute-Saône |                    | Saint-Maurice-sur-Moselle |

### Géologie et relief
Fresse-sur-Moselle est une commune de la vallée de la Haute Moselle, situé à l'altitude de 515 m, le village centre, au fond de vallée abrite la majorité des habitants de la commune. Néanmoins, quelques hameaux de montagne font bien sûr partie de Fresse-sur-Moselle, notamment dans la haute vallée de la colline de Fresse, au nord aux chalets de la Dennerie (700 m) par exemple ou dans la vallée de la Moselle elle-même, au Boucheux (les Lesses) ou au Pont Jean.
La commune est parsemée de nombreux sommets à commencer par la montagne de Couard et sa croix qui dominent directement le village à 737 m d'altitude. non loin au sud-est se trouve certainement le plus petit, la Tête du Boucheux à 643 m, entre les deux se trouve l'étang du Frac (603 m). En remontant l'arête vers le sud on trouve la Tête des Noirs Étangs (le Thillot) puis la Tête des Sapins à 930 m et le refuge de la Pransière (886 m), en continuant vers le sud, nous atteignons les limites du territoire communal à 1 190 m d'altitude (point le plus élevé), juste aux abords du célèbre ballon de Servance. Fresse-sur-Moselle à défaut d'avoir le sommet, se contente d'abriter l'épaule nord du ballon de Servance, à l'altitude de 1 101 m.
Malgré tout, la plus grande partie du territoire de la commune se trouve de l'autre côté de la Moselle (rive droite) ou la haute vallée de la colline de Fresse creuse le paysage sur 4,5 km. La vallée est entourée de nombreux sommets, à commencer au nord et proches du village par le Béhayon (700 m) et le Draimont à 832 m, ensuite vers l'est se trouve le col de la Chapelle des Vés (767 m), puis le Haut de la Lochère à 950 m bien qu'il fasse partie de la commune du Thillot.
On trouve ensuite le col de Lochère (874 m) et enfin les sommets les plus hauts du secteur : le Drube à 1 035 m et le Heimont à 1 062 m), il s'agit des deux plus hauts sommets de Fresse-sur-Moselle après l'épaule du ballon de Servance.
En redescendant la crête vers le sud, sur la frontière avec Bussang on à la Tête des Révolles à 965 m, le col de la Croix de Fresse (881 m), le Haut des Sauvages à 910 m, le Berhamont à 898 m, le Haut du Vallon (ou Haut de la Borne des Trois Communes) à 872 m et enfin la Tête du Lait à 812 m et la Tête du Tertre à 702 m aux abords du grand virage que prend la Moselle, entre Fresse et Saint-Maurice-sur-Moselle.

### Hydrographie et les eaux souterraines
Hydrogéologie et climatologie : Système d’information pour la gestion des eaux souterraines du bassin Rhin-Meuse :
Territoire communal : Occupation du sol (Corinne Land Cover); Cours d'eau (BD Carthage),
Géologie : Carte géologique; Coupes géologiques et techniques,
 Hydrogéologie : Masses d'eau souterraine; BD Lisa; Cartes piézométriques.

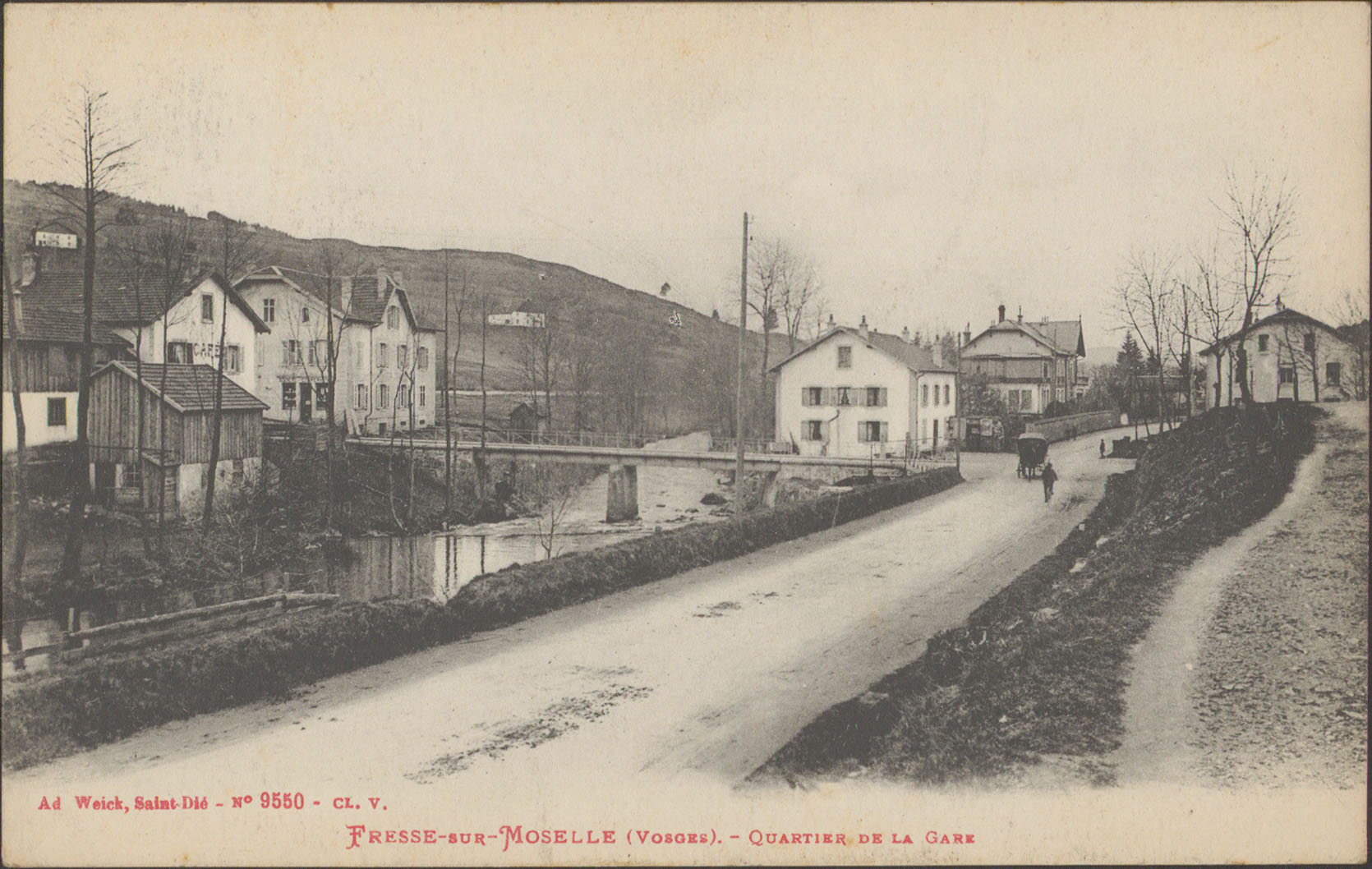
Pont sur la Moselle dans le quartier de la gare
(carte postale Adolphe Weick).

La commune est située pour partie dans le bassin versant du Rhin au sein du bassin Rhin-Meuse et pour partie dans le bassin versant de la Saône au sein du bassin Rhône-Méditerranée-Corse. Elle est drainée par la Moselle, le ruisseau de la Colline de Fresse, le ruisseau de la Prele, la goutte des Ordons, la goutte du Petit Creux et le ruisseau de Longiligoutte,.
La Moselle, d’une longueur totale de 560 kilomètres, dont 315 kilomètres en France, prend sa source dans le massif des Vosges au col de Bussang et se jette dans le Rhin à Coblence en Allemagne.
Outre la Moselle, qui est évidemment le principal cours d'eau, se trouve le ruisseau de la Colline de Fresse, qui, avec sa longue vallée de 4,5 km se trouve être le plus long du territoire. Ce dernier est alimenté par de nombreux torrents provenant des sommets entourant la vallée, parmi lesquels les torrents du Faing Chachutte (1 020 m), de la Colline, de Laula, du Haimant, des Sauvages, du Frênat ou encore du Maxéromont.
Sur l'autre rive dans le massif du Ballon de Servance se trouvent les plus hauts torrents, à savoir le torrent du Ballon (le plus haut : 1 100 m), le torrent du Petit Creux et enfin les torrents des Ordons, de Longeligoutte et de Couard.

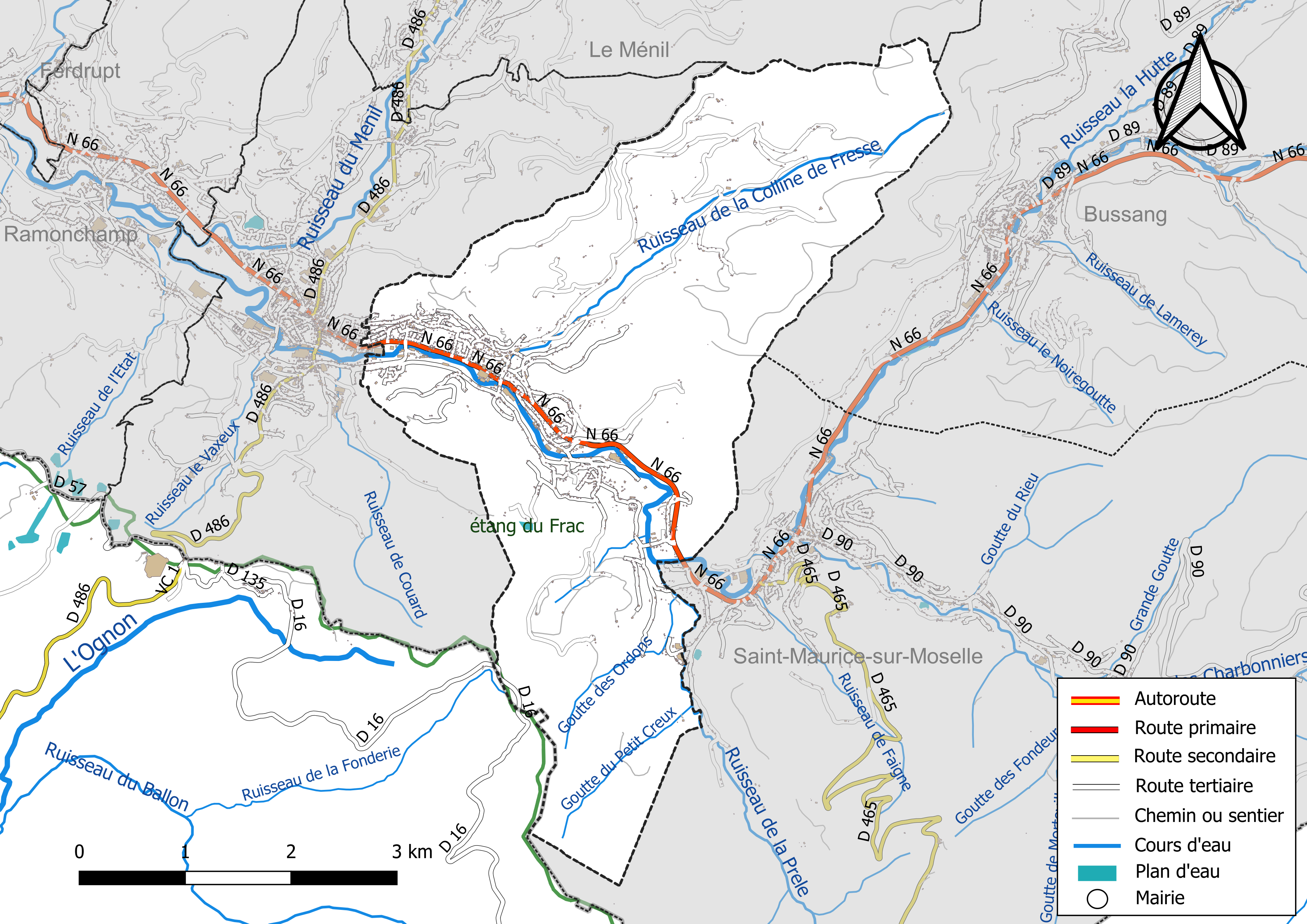
Réseaux hydrographique et routier de Fresse-sur-Moselle.

La qualité des eaux de baignade et des cours d’eau peut être consultée sur un site dédié géré par les agences de l’eau et l’Agence française pour la biodiversité.

### Climat
Pour des articles plus généraux, voir Climat du Grand Est et Climat des Vosges.
En 2010, le climat de la commune est de type climat de montagne, selon une étude du Centre national de la recherche scientifique s'appuyant sur une série de données couvrant la période 1971-2000. En 2020, Météo-France publie une typologie des climats de la France métropolitaine dans laquelle la commune est exposée à un climat semi-continental et est dans la région climatique  Vosges, caractérisée par une pluviométrie très élevée (1 500 à 2 000 mm/an) en toutes saisons et un hiver rude (moins de 1 °C).
Pour la période 1971-2000, la température annuelle moyenne est de 8,9 °C, avec une amplitude thermique annuelle de 16,8 °C. Le cumul annuel moyen de précipitations est de 1 667 mm, avec 14,3 jours de précipitations en janvier et 11,2 jours en juillet. Pour la période 1991-2020, la température moyenne annuelle observée sur la station météorologique de Météo-France la plus proche, « Ballon de Servance », sur la commune de Haut-du-Them-Château-Lambert à 6 km à vol d'oiseau, est de 6,5 °C et le cumul annuel moyen de précipitations est de 1 882,9 mm. 
La température maximale relevée sur cette station est de 31,2 °C, atteinte le 24 juillet 2019 ; la température minimale est de −20,1 °C, atteinte le 20 décembre 2009,,.
Les paramètres climatiques de la commune ont été estimés pour le milieu du siècle (2041-2070) selon différents scénarios d'émission de gaz à effet de serre à partir des nouvelles projections climatiques de référence DRIAS-2020. Ils sont consultables sur un site dédié publié par Météo-France en novembre 2022.

## Urbanisme

### Typologie
Au 1er janvier 2024, Fresse-sur-Moselle est catégorisée petite ville, selon la nouvelle grille communale de densité à sept niveaux définie par l'Insee en 2022.
Elle appartient à l'unité urbaine du Thillot, une agglomération intra-départementale regroupant huit  communes, dont elle est une commune de la banlieue,,. Par ailleurs la commune fait partie de l'aire d'attraction du Thillot, dont elle est une commune du pôle principal,. Cette aire, qui regroupe 7 communes, est catégorisée dans les aires de moins de 50 000 habitants,.

### Occupation des sols
L'occupation des sols de la commune, telle qu'elle ressort de la base de données européenne d’occupation biophysique des sols Corine Land Cover (CLC), est marquée par l'importance des forêts et milieux semi-naturels (61,7 % en 2018), une proportion identique à celle de 1990 (61,7 %). La répartition détaillée en 2018 est la suivante : 
forêts (61,5 %), prairies (23,6 %), zones agricoles hétérogènes (8,2 %), zones urbanisées (6,5 %), milieux à végétation arbustive et/ou herbacée (0,2 %). L'évolution de l’occupation des sols de la commune et de ses infrastructures peut être observée sur les différentes représentations cartographiques du territoire : la carte de Cassini (XVIIIe siècle), la carte d'état-major (1820-1866) et les cartes ou photos aériennes de l'IGN pour la période actuelle (1950 à aujourd'hui).

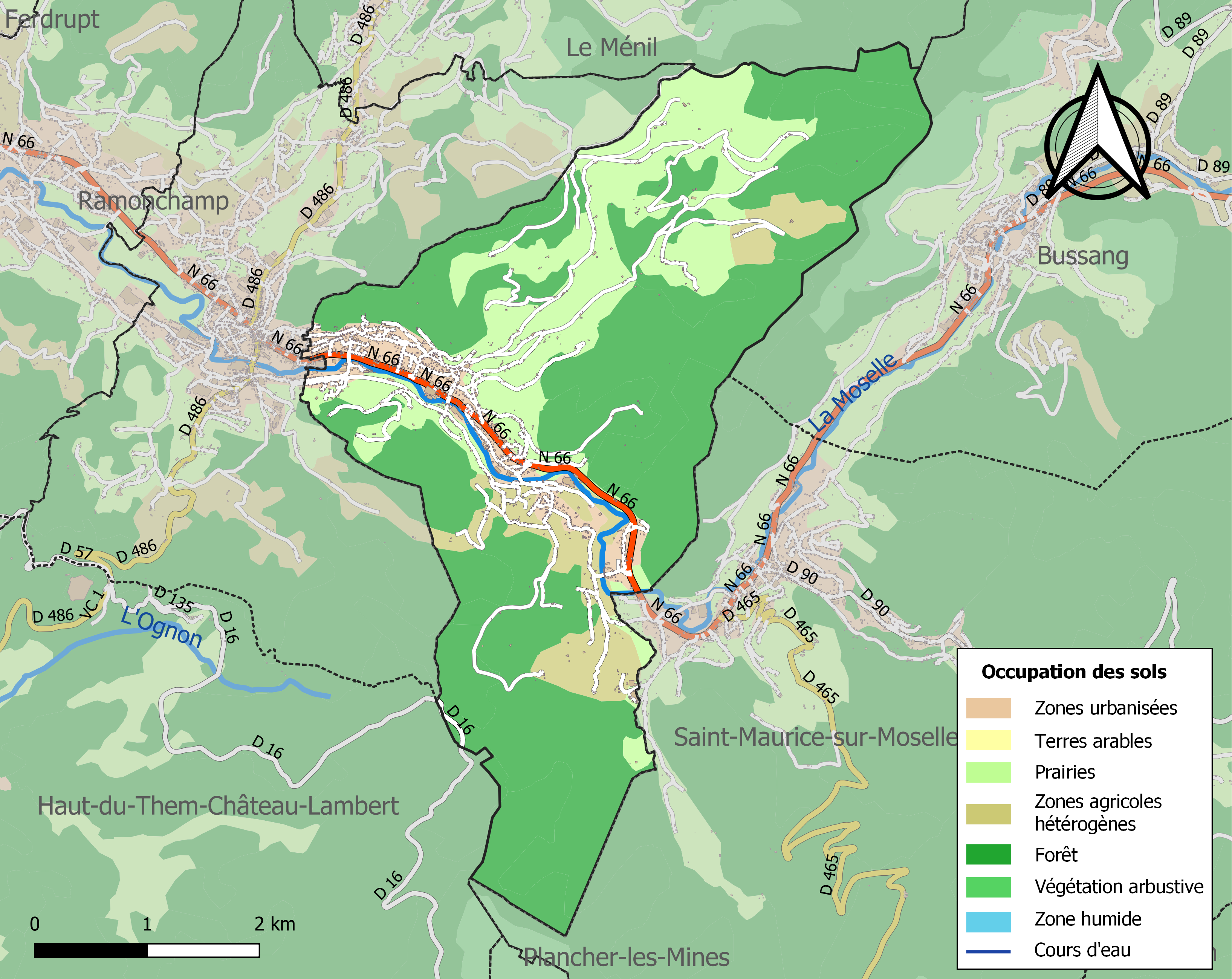
Carte des infrastructures et de l'occupation des sols de la commune en 2018 (CLC).

### Voies de communications et transports

#### Voies routières
- Route nationale 66 Le Thillot, Saint-Maurice sur-Moselle,Bussang[17].

#### Transports en commun

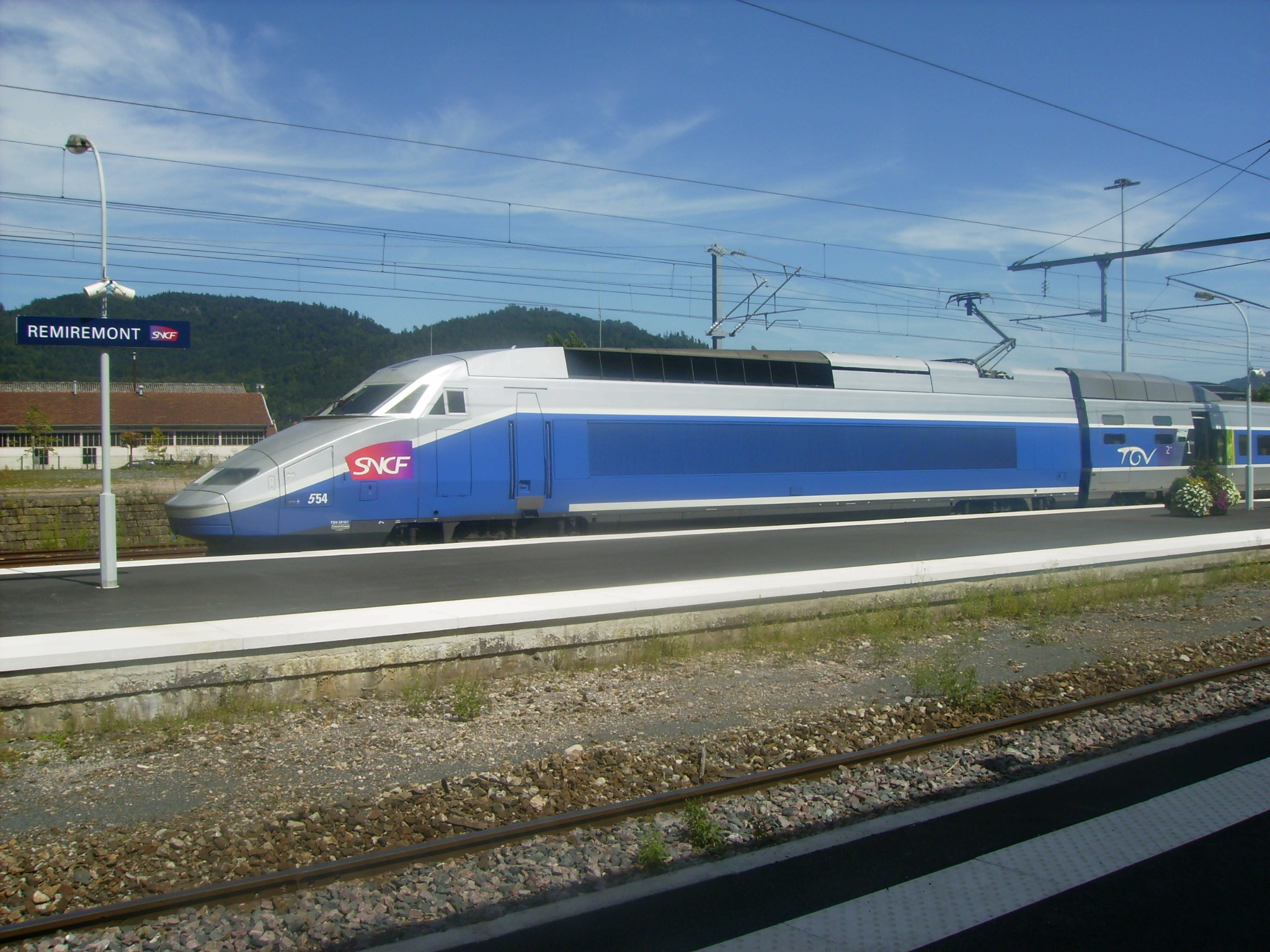
Gare de Remiremont desservie par le TGV et des trains TER Grand Est.

- Fluo Grand Est.

#### Lignes SNCF
- Gare de Remiremont
- Gare d'Oderen
- Gare de Kruth
- Gare de Fellering
- Gare de Wesserling
- Gare de Fresse, fermée.

## Toponymie
Le nom de la localité est attesté sous les formes Fraice (XIVe siècle) ; Fresse (1418) ; Fraisse (1421) ; « Frasse de la parroche de Ramonchampz » (1432) ; Frisse (1626) ; Frascia (1768).

Du bas latin (terra) *fractia « terre défrichée ».

Une explication erronée évoque une étymologie par le nom du frêne, d'où la présence de cet arbre sur le blason.
Le déterminant locatif -sur-Moselle a été ajouté, en 1902, pour la différencier de Fresse (Haute-Saône).

## Histoire
Des mines de plomb argentifère et de cuivre rouge y étaient exploitées dès le XVIIe siècle.
Fresse-sur-Moselle faisait partie du ban de Ramonchamp et son église dédiée à saint Brice et saint Nicolas était annexe de Ramonchamp. C'est le décret du 30 juin 1860 qui la fait devenir commune à part entière et par le décret du 19 février 1902, la commune de Fresse prend le nom de Fresse-sur-Moselle.
La commune a été décorée, le 11 novembre 1948, de la Croix de guerre 1939-1945 avec étoile de bronze.

## Politique et administration

### Liste des maires
| Période                                  | Période                       | Identité          | Étiquette | Qualité |
| ---------------------------------------- | ----------------------------- | ----------------- | --------- | --- |
| Les données manquantes sont à compléter. |                               |                   |           | |
| 1944                                     | 1945                          | Henri Antoine     |           | |
| 1945                                     | mai 1953                      | Robert Lévy       |           | |
| mai 1953                                 | mars 1965                     | André Boileau     | UDR       | Patron de scierie Député des Vosges (1972-1973) |
| mars 1965                                | janvier 1993                  | Livio Peduzzi     |           | Entrepreneur Décédé en cours de mandat |
| février 1993                             | juin 1995                     | Claude Babel      |           | intérim |
| juin 1995                                | En cours (au 14 juillet 2020) | Dominique Peduzzi | DVD       | Directeur commercial Conseiller général (1998-2015), puis départemental (depuis 2015) du canton du Thillot Président de la CC des Ballons des Hautes-Vosges (depuis 2016) |

### Budget et fiscalité 2022
En 2022, le budget de la commune était constitué ainsi :
- total des produits de fonctionnement : 1 757 000 €, soit 990 € par habitant ;
- total des charges de fonctionnement : 1 445 000 €, soit 814 € par habitant ;
- total des ressources d'investissement : 864 000 €, soit 487 € par habitant ;
- total des emplois d'investissement : 776 000 €, soit 437 € par habitant ;
- endettement : 876 000 €, soit 494 € par habitant.

Avec les taux de fiscalité suivants :
- taxe d'habitation : 20,19 % ;
- taxe foncière sur les propriétés bâties : 39,50 % ;
- taxe foncière sur les propriétés non bâties : 24,98 % ;
- taxe additionnelle à la taxe foncière sur les propriétés non bâties : 38,75 % ;
- cotisation foncière des entreprises : 22,44 %.

Chiffres clés Revenus et pauvreté des ménages en 2021 : médiane en 2021 du revenu disponible, par unité de consommation : 20 090 €.

## Population et société

### Démographie

#### Évolution démographique
L'évolution du nombre d'habitants est connue à travers les recensements de la population effectués dans la commune depuis 1793. Pour les communes de moins de 10 000 habitants, une enquête de recensement portant sur toute la population est réalisée tous les cinq ans, les populations de référence des années intermédiaires étant quant à elles estimées par interpolation ou extrapolation. Pour la commune, le premier recensement exhaustif entrant dans le cadre du nouveau dispositif a été réalisé en 2006.

En 2022, la commune comptait 1 662 habitants, en évolution de −4,97 % par rapport à 2016 (Vosges : −2,96 %, France hors Mayotte : +2,11 %).
| 1793  | 1800  | 1806  | 1821  | 1831  | 1836  | 1841  | 1846  | 1856  |
| ----- | ----- | ----- | ----- | ----- | ----- | ----- | ----- | ----- |
| 1 241 | 1 339 | 1 378 | 1 410 | 1 648 | 1 687 | 1 706 | 1 684 | 1 633 |

| 1861  | 1866  | 1876  | 1881  | 1886  | 1891  | 1896  | 1901  | 1906  |
| ----- | ----- | ----- | ----- | ----- | ----- | ----- | ----- | ----- |
| 1 544 | 1 634 | 1 680 | 1 727 | 1 682 | 1 716 | 1 864 | 2 147 | 2 228 |

| 1911  | 1921  | 1926  | 1931  | 1936  | 1946  | 1954  | 1962  | 1968  |
| ----- | ----- | ----- | ----- | ----- | ----- | ----- | ----- | ----- |
| 2 178 | 2 111 | 2 037 | 2 093 | 2 129 | 2 025 | 2 274 | 2 253 | 2 102 |

| 1975  | 1982  | 1990  | 1999  | 2006  | 2011  | 2016  | 2021  | 2022  |
| ----- | ----- | ----- | ----- | ----- | ----- | ----- | ----- | ----- |
| 2 446 | 2 471 | 2 242 | 2 176 | 1 931 | 1 811 | 1 749 | 1 691 | 1 662 |

### Enseignement
Établissements d'enseignements :
- Écoles maternelles et primaires à Fresse-sur-Moselle, Saint-Maurice-sur-Moselle, Le Thillot, Bussang, Le Ménil.
- Collèges à Le Thillot, Cornimont, Rupt-sur-Moselle, Giromagny, La Bresse.
- Lycées à Masevaux-Niederbruck, Valdoie, Gérardmer, Thann, Remiremont.

### Santé
Professionnels et établissements de santé :
- Médecins à Fresse-sur-Moselle, Saint-Maurice-sur-Moselle, Le Thillot, Bussang, Le Ménil, Ramonchamp, Saulxures-sur-Moselotte.
- Pharmacies à Fresse-sur-Moselle, Saint-Maurice-sur-Moselle, Le Thillot, Bussang, Ramonchamp, Saulxures-sur-Moselotte.
- Hôpitaux à Le Thillot, Bussang, Cornimont, Oderen, Masevaux, Thann.
- Centre hospitalier Beatrix de Lorraine à Remiremont.

### Cultes
- Culte catholique, Paroisse Bienheureux Frédéric-Ozanam[35], Diocèse de Saint-Dié.

## Économie

### Entreprises et commerces

#### Agriculture
- Culture de légumes, de melons, de racines et de tubercules.
- Culture d'autres fruits d'arbres ou d'arbustes et de fruits à coque.
- Sylviculture et autres activités forestières.
- Reproduction de plantes.
- Élevage d'ovins et de caprins.
- Élevage de chevaux et d'autres équidés.
- Élevage de vaches laitières.
- Élevage d'autres animaux.

#### Tourisme
- Hébergements et restauration à Fresse-sur-Moselle, Le Thillot, Le Ménil, Saint-Maurice-sur-Moselle.

#### Commerces
- Commerces et services de proximité.

## Culture locale et patrimoine

### Lieux et monuments

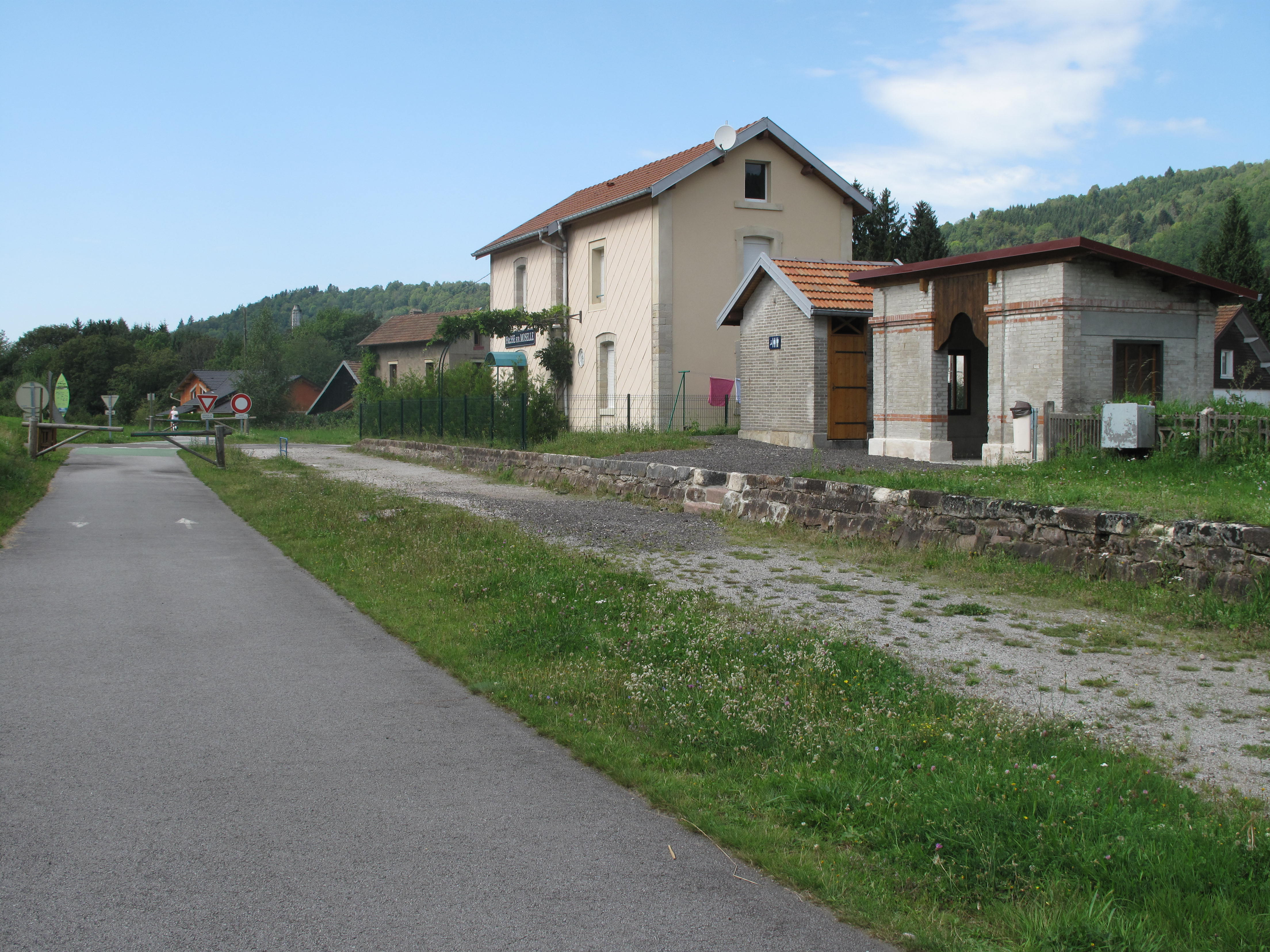
Voie verte des Hautes-Vosges.
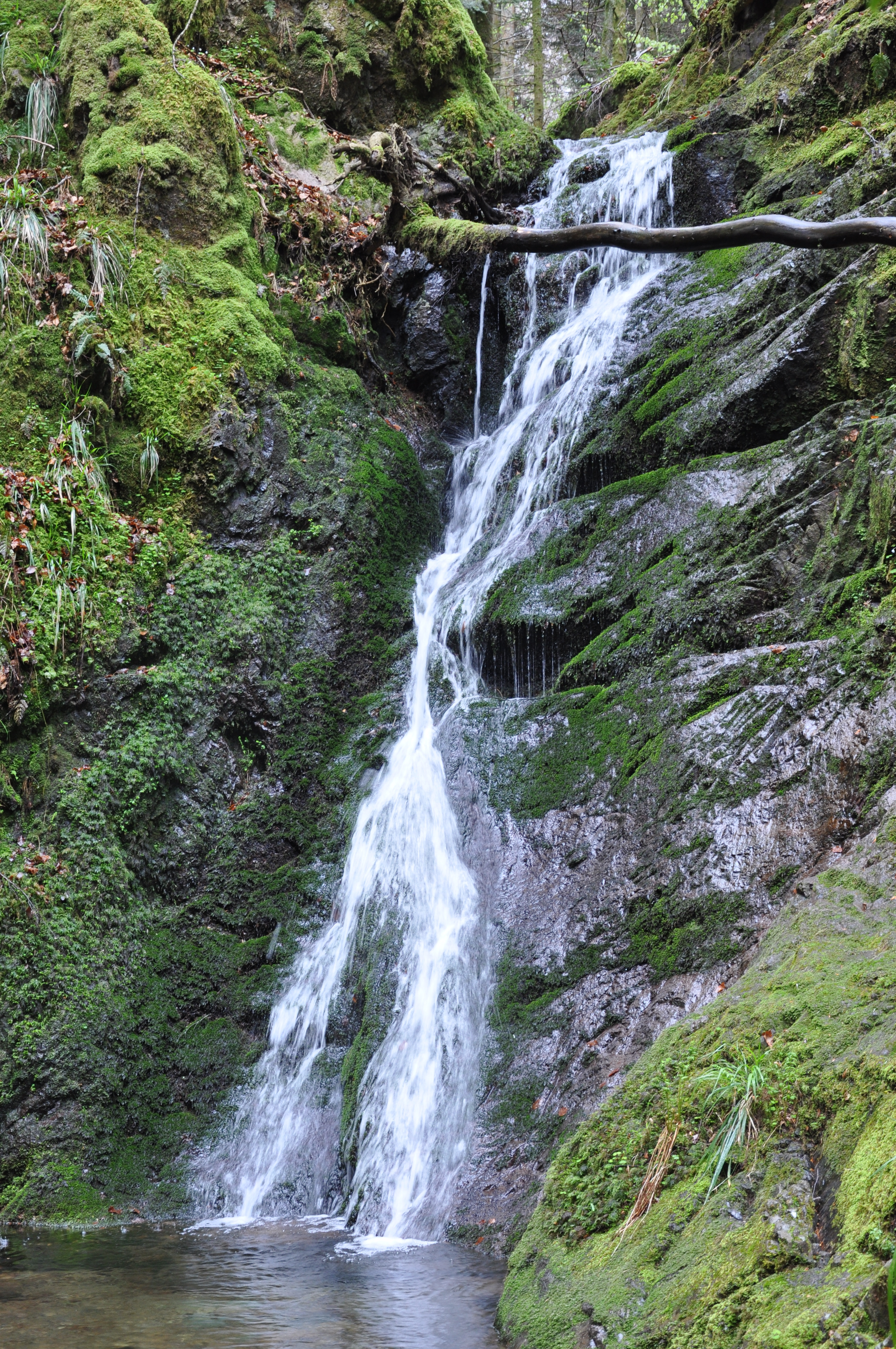
Cascade de Longeligoutte.
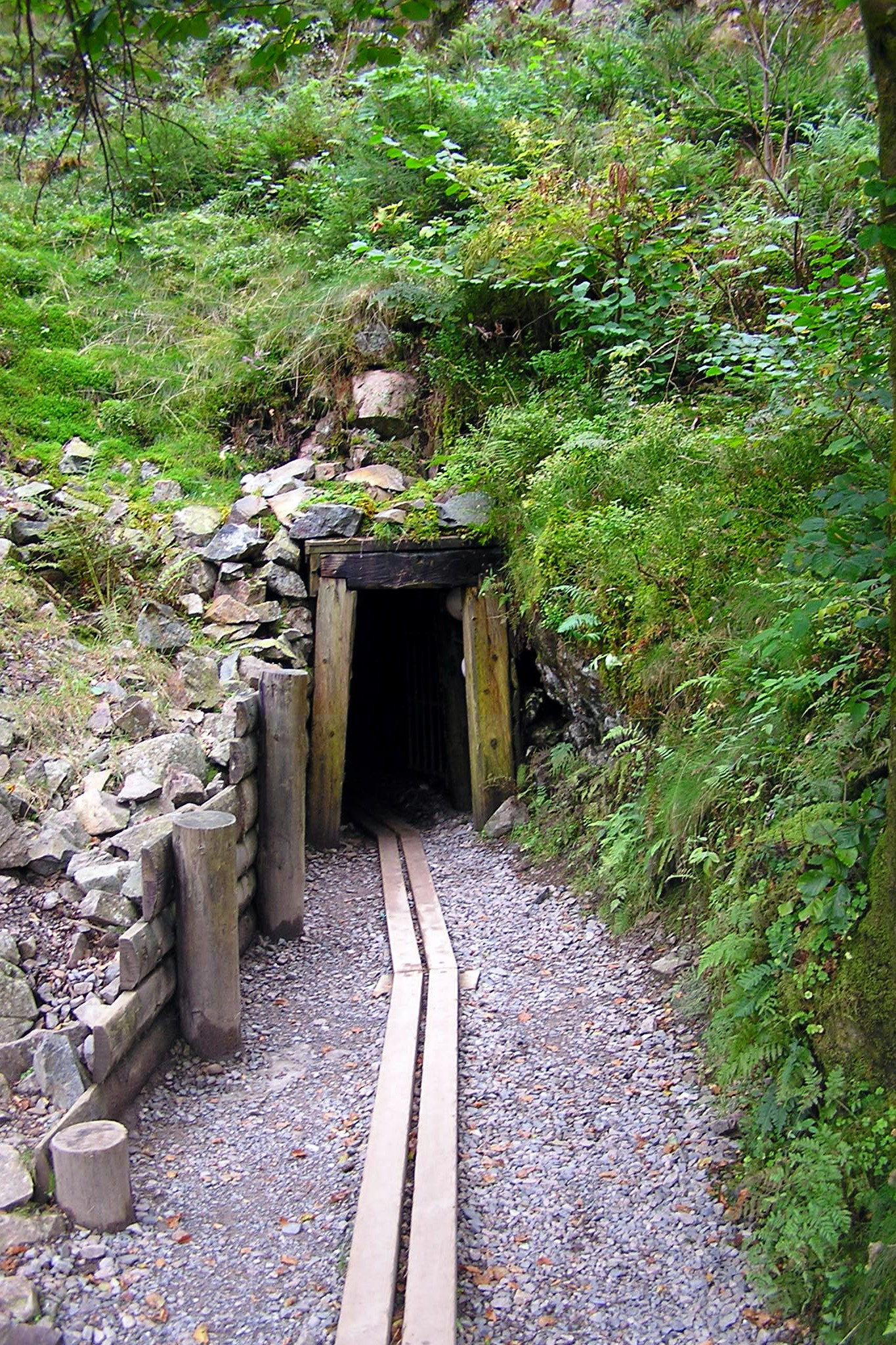
Hautes-Mynes (également sur commune du Thillot)
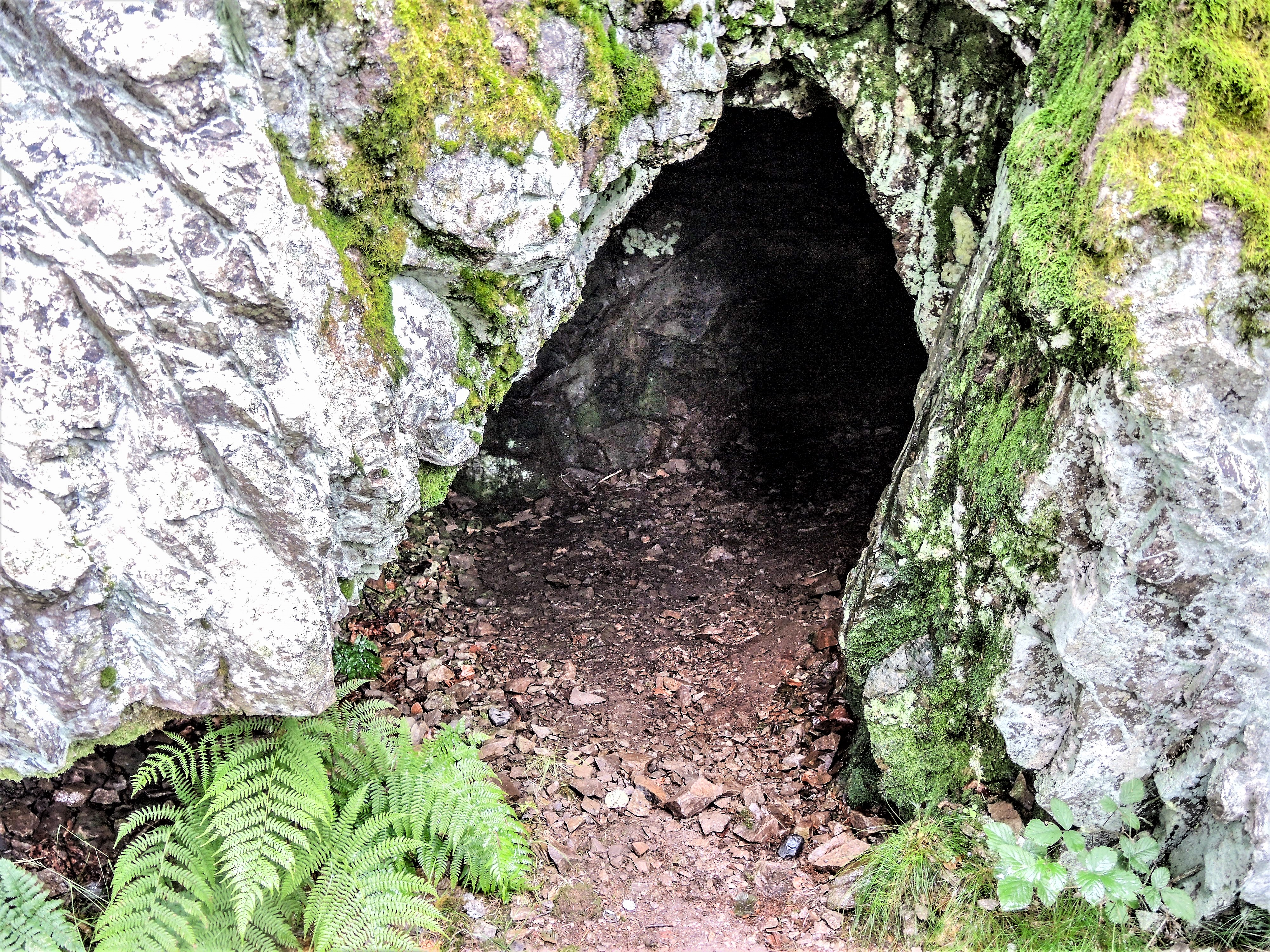
Entrée du four des Fée.

- L'ancienne voie romaine de la vallée (chemin du Lait)[36].
- La voie verte des Hautes-Vosges.
- La cascade de Longeligoutte, chute de 9 mètres à 850 m d'altitude[37].
- Le pont de pierre sèche du XVIIIe siècle, sur le ruisseau de Longeligoutte[38].
- Le four des Fées[39].
- Hautes-Mynes (également sur commune du Thillot), site minier d'extraction de cuivre classé monument historique[40]
- L’arboretum[41].

Le patrimoine religieux
- Chapelle des Vés[42],[43],[44],

construite en 1863 à 767 m d'altitude, avec des matériaux de l’ancienne église du XVIIe siècle. Fortement endommagée durant la Seconde Guerre mondiale, elle fut reconstruite en 1948 puis restaurée en 1998.
- Église Saint-Brice[45],

et son orgue de 1947,.
- La croix de Fresse située sur la montagne de Couard[48],[49].
- Monuments commémoratifs :

Monument aux morts : Conflits commémorés : Guerres  1914-1918 - 1939-1945 - AFN-Algérie (1954-1962).
Stèle commémorative Maquis du Peut-Haut (Camp Kœnig, IVe groupement).

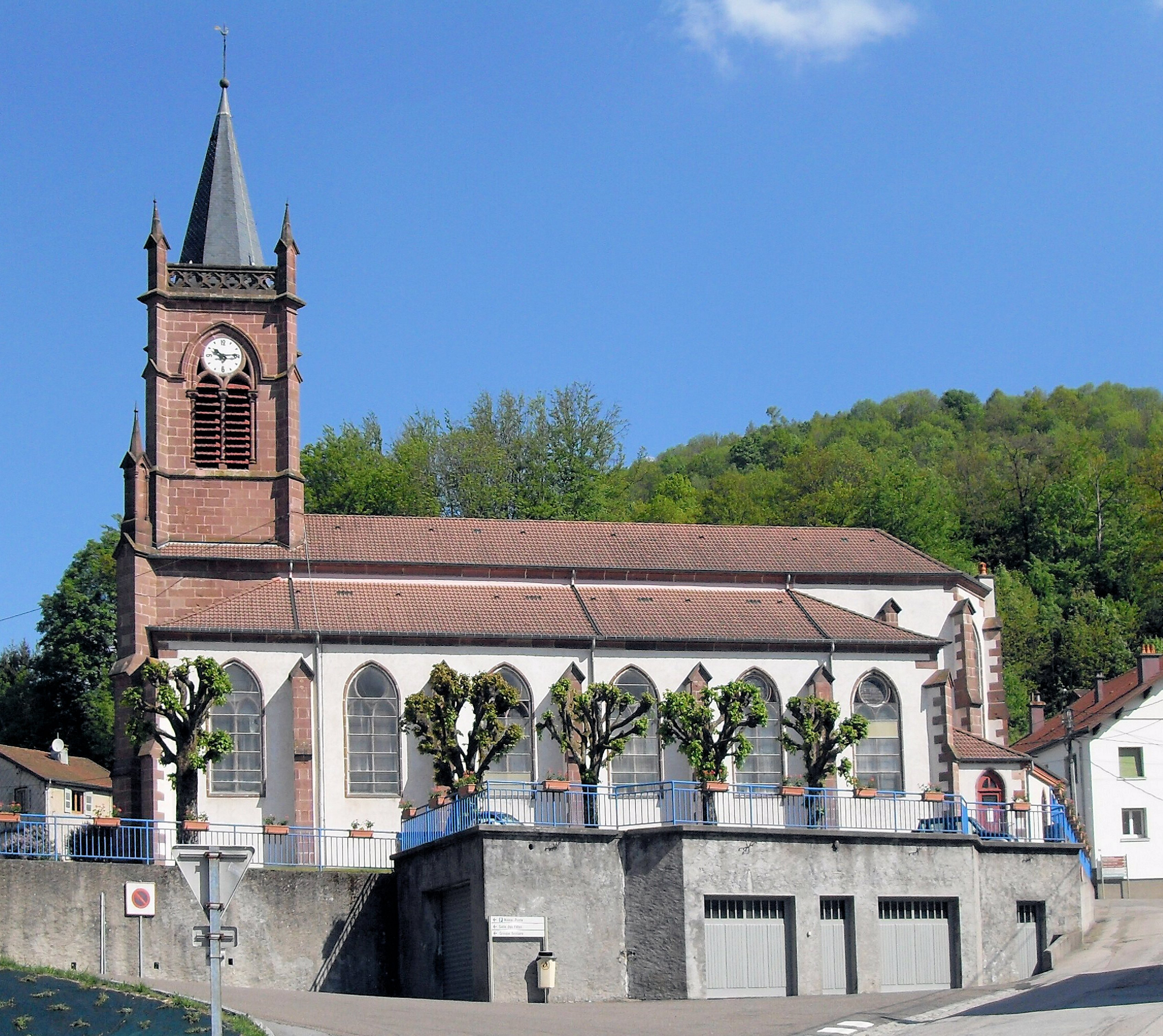
L'église Saint-Brice.
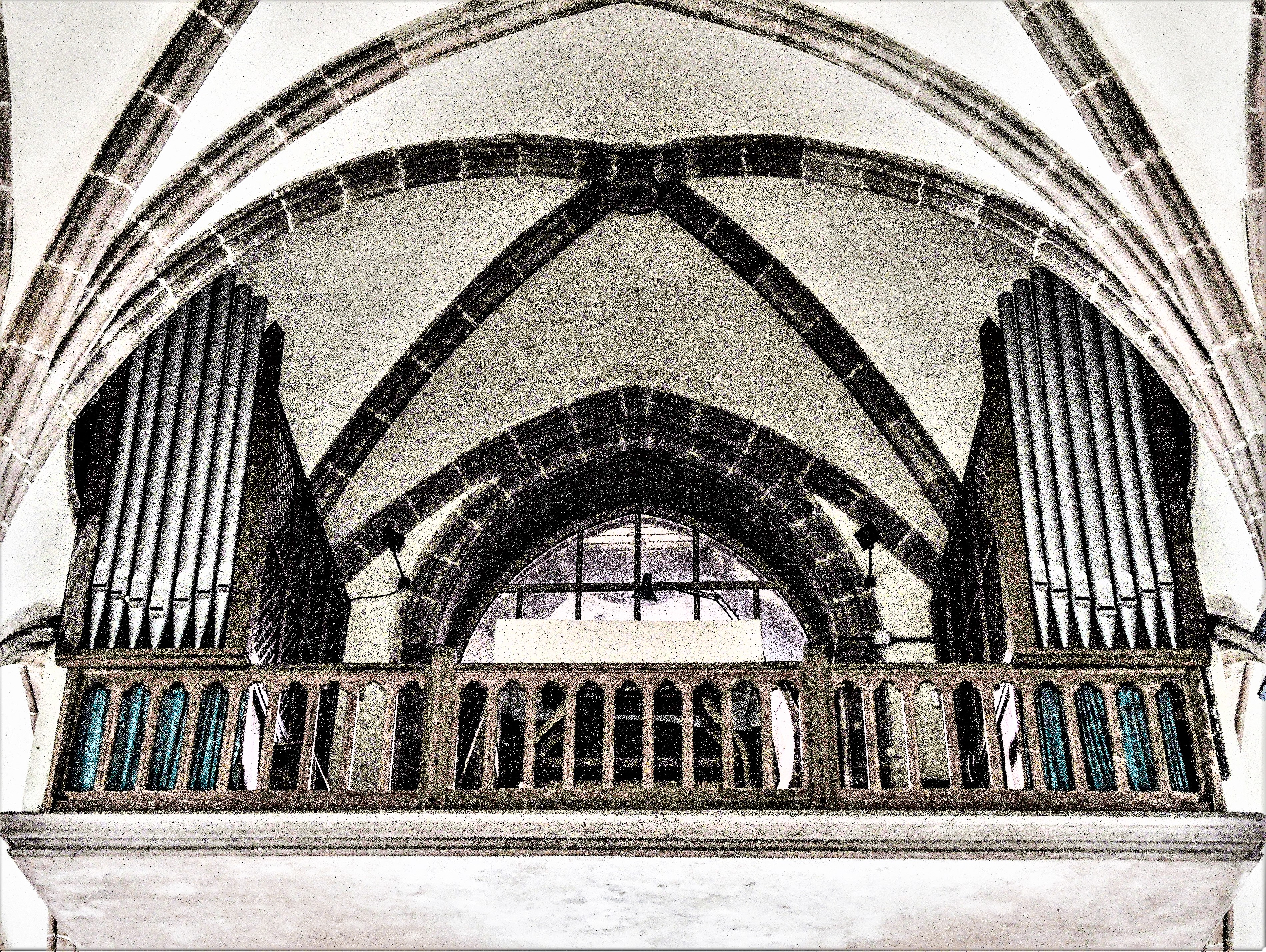
Orgue de l'église.
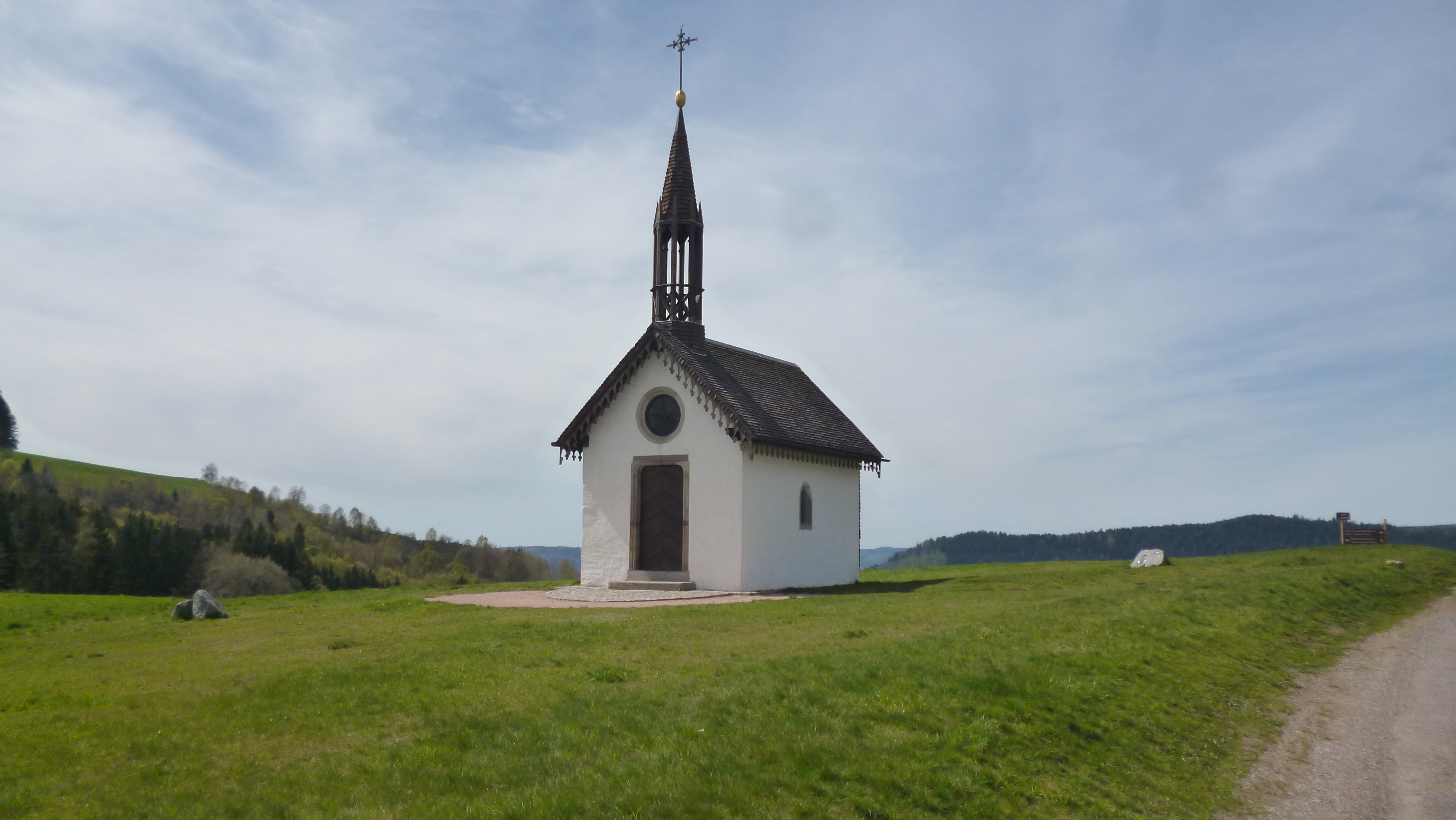
La chapelle des Vés.
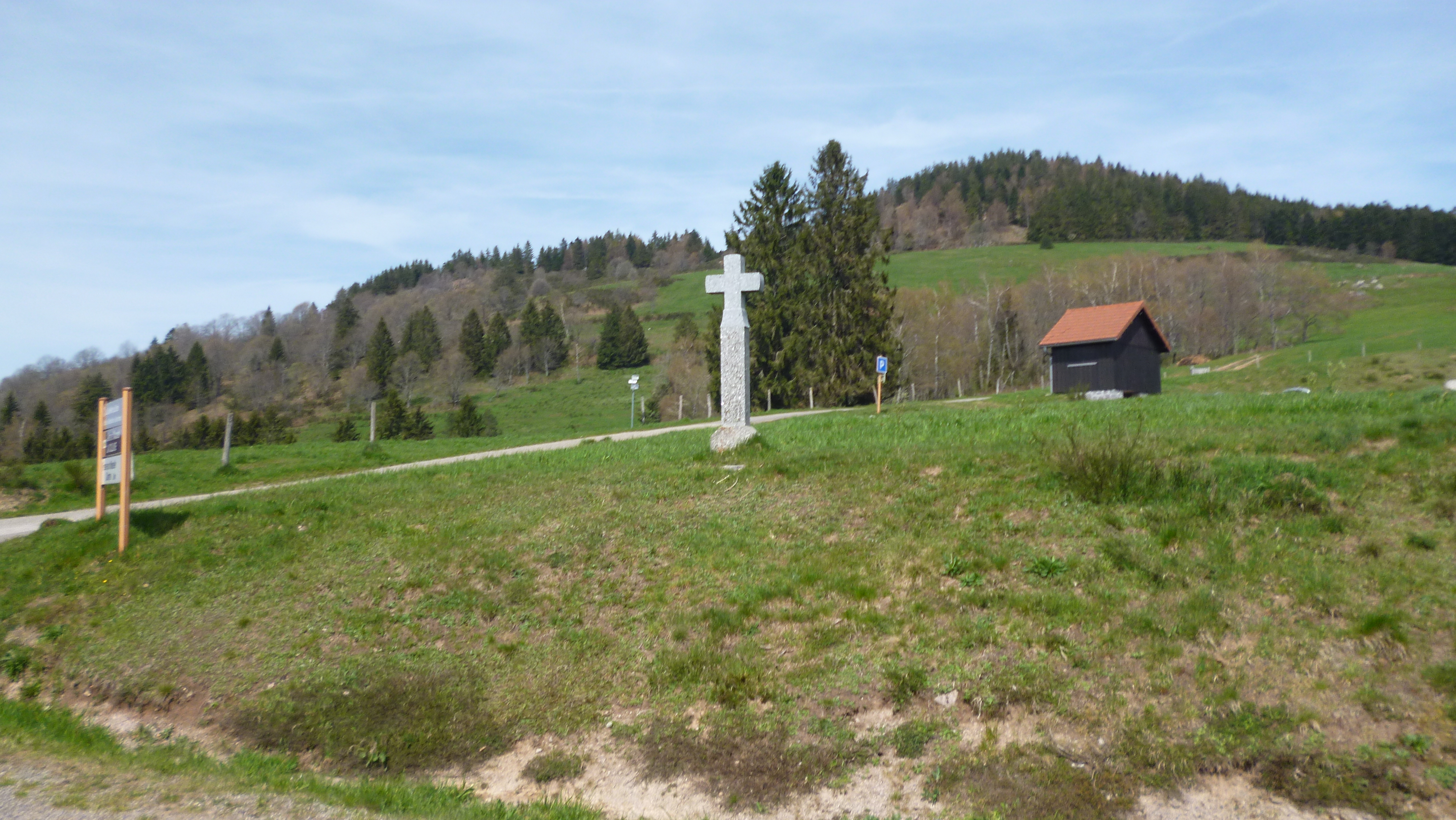
Croix de chemin.

### Personnalités liées à la commune
- Henry Félix (1792-1867), professeur né sur la commune, puis maire de Remiremont (1851-1853), auteur d'une méthode d'enseignement du latin éditée à Nancy en 1864[52].
- André Boileau, (1894-1997), député des Vosges né sur la commune
- Christian Spiller (1935-2009), député des Vosges né sur la commune
- Christophe Leduc, créateur d'une entreprise de fabrication de guitares sur la commune en 1981, revendue en 1984.
- Eugène Grandclaude, ecclésiastique. prélat de la maison de Sa Sainteté, vicaire général du diocèse de Saint-Dié[53] (1826-1900).

### Héraldique
| Blason | Blasonnement : Taillé : au premier d'or à l'arbre arraché de sinople, au second de gueules à la burelle ondée d'argent chargée d'une burelle ondée d'azur. Commentaires : Le blason évoque les forêts et la Moselle. La commune est titulaire de la croix de guerre 39-45 avec étoile de bronze. |